# Cory Burke
Cory Burke, né le 28 décembre 1991 à Kingston, est un footballeur international jamaïcain. Il joue au poste d'attaquant aux Red Bulls de New York en MLS.

## Biographie

### En club
Après deux bonnes saisons en USL avec le Steel de Bethlehem, Burke signe un contrat MLS avec le Union de Philadelphie le 21 décembre 2017. Le 14 novembre 2022, au terme de la saison, le Union annonce que son contrat n'est pas renouvelé.
Le 21 novembre 2022, libre de tout contrat, il s'engage en faveur des Red Bulls de New York.

### En équipe nationale
Il joue son premier match en équipe de Jamaïque le 6 septembre 2016, contre Haïti. Ce match perdu 0-2 rentre dans le cadre des éliminatoires du Mondial 2018.
Il inscrit son premier but le 11 octobre 2016, contre la Guyane (victoire 2-4). Il marque son second but le 13 novembre 2016, contre le Surinam (victoire 1-0).
Il participe avec l'équipe de Jamaïque à la Gold Cup 2017 organisée aux États-Unis. La Jamaïque atteint la finale du tournoi, en étant battue par les États-Unis.

## Palmarès
Jamaïque
- Finaliste de la Gold Cup en 2017
- Finaliste de la Coupe caribéenne des nations en 2017

 Union de Philadelphie
- Vainqueur du Supporters' Shield en 2020
- Finaliste de la Coupe MLS en 2022
- Finaliste de la Coupe des États-Unis en 2018